# Ондангва
Ондангва или Ондангуа, (на английски: Ondangwa, Ondangua) е град в регион Ошана, северна Намибия. Разположен е на 80 km от границата с Ангола. През Ондангва преминава главен път B1. Името Ондангва означава „Краят на Ондонга“, едно от кралствата в този район.

## Описание
В съседното на Ондангва село Накамбале е основана първата християнска мисия в бантустана Овамболанд. Мисията била основана от финландски лутерани.
Много местни органи на властта в регион Ошана са преместени тук от административния център град Ошана. Такъв е примера с регионалните подразделения на Министерството на образованието и Полицията. Болницата е разположена в близкия град Ониипа.
В града има няколко училища, като измежду тях е и Andimba Toivo ya Toivo Senior Secondary School. Най-известният в града футболен отбор се нарича KK Palace.
Rössing Foundation, Kayec и Cosdec са професионални училища, в които се получават умения за строителна поддръжка, шивачество, готварство и интернет технологии.
Построен е хипермаркет в центъра на града.
През 2001 г. стартира планираната железопътна връзка межде Цумеб и Ондангва, което ще продължи и до границата с Ангола. Новата отсечка е открита на 11 май 2006 г. като пътуват пътнически влакове до Виндхук и обратно четири пъти в седмицата.
Ондангва има летище, което се ползва и от Ошакати.

## Побратимени градове
- Виндхук, Намибия от 17 април 2002 г.